# Lâu đài Likava
Lâu đài Likava (tiếng Slovakia: Likava hrad) là tàn tích của một lâu đài thuộc địa phận làng Likavka, vùng Žilina, Slovakia. Lâu đài Likava là lâu đài lớn nhất ở vùng du lịch Liptov.

## Lịch sử
Lâu đài Likava được nhắc đến lần đầu tiên trong một văn bản có niên đại vào năm 1315. Lâu đài đảm nhiệm chức năng bảo vệ một con đường quan trọng từ Považie đến Orava và đến Ba Lan. Ban đầu, lâu đài là tài sản của hoàng gia. Sau đó, Vua Karol Róbert ban tặng lâu đài cho thị trưởng Donč. Lâu đài nằm trong tay các đơn vị đồn trú Hussite từ năm 1431 đến năm 1434. Lâu đài nhiều lần đổi chủ. Các chủ sở hữu lâu đài Likava sau này lần lượt là Ján Hunyadi, Peter Komorovský, Zápoľskovci, Pekryovci, Ján Krušič, Ilešháziovci và Tököliovci.
Vào năm 1670, lâu đài bị quân đội triều đình làm hư hại nghiêm trọng. Lâu đài sau đó được sử dụng làm nơi đóng quân và dùng làm nhà tù vào năm 1685. Năm 1703, lâu đài bị quân nổi dậy của Hoàng tử Transylvania Francis II. Rákoci chiếm giữ. Bốn năm sau, Francis II. Rákoci ra lệnh phá hủy lâu đài để rút lui khỏi quân đội triều đình. Kể từ đó, lâu đài chỉ còn lại tàn tích.
Bảo tàng Liptov hiện đang quản lý tàn tích này và thường xuyên tổ chức triển lãm về lịch sử lâu đài.